# Pavel Pinigin
Pavel Pinigin (em russo: Павел Павлович Пинигин; yakut: Пинигин Павел Павлович; Dirin, 12 de março de 1953) é um lutador de estilo-livre soviético, campeão olímpico.

## Carreira
Pinigin competiu nos Jogos Olímpicos de Verão de 1976 em Montreal, onde recebeu uma medalha de ouro na categoria de peso leve na luta livre. Além disso, ele foi campeão mundial por três vezes durante a década de 1970.